# Mustafa Varank

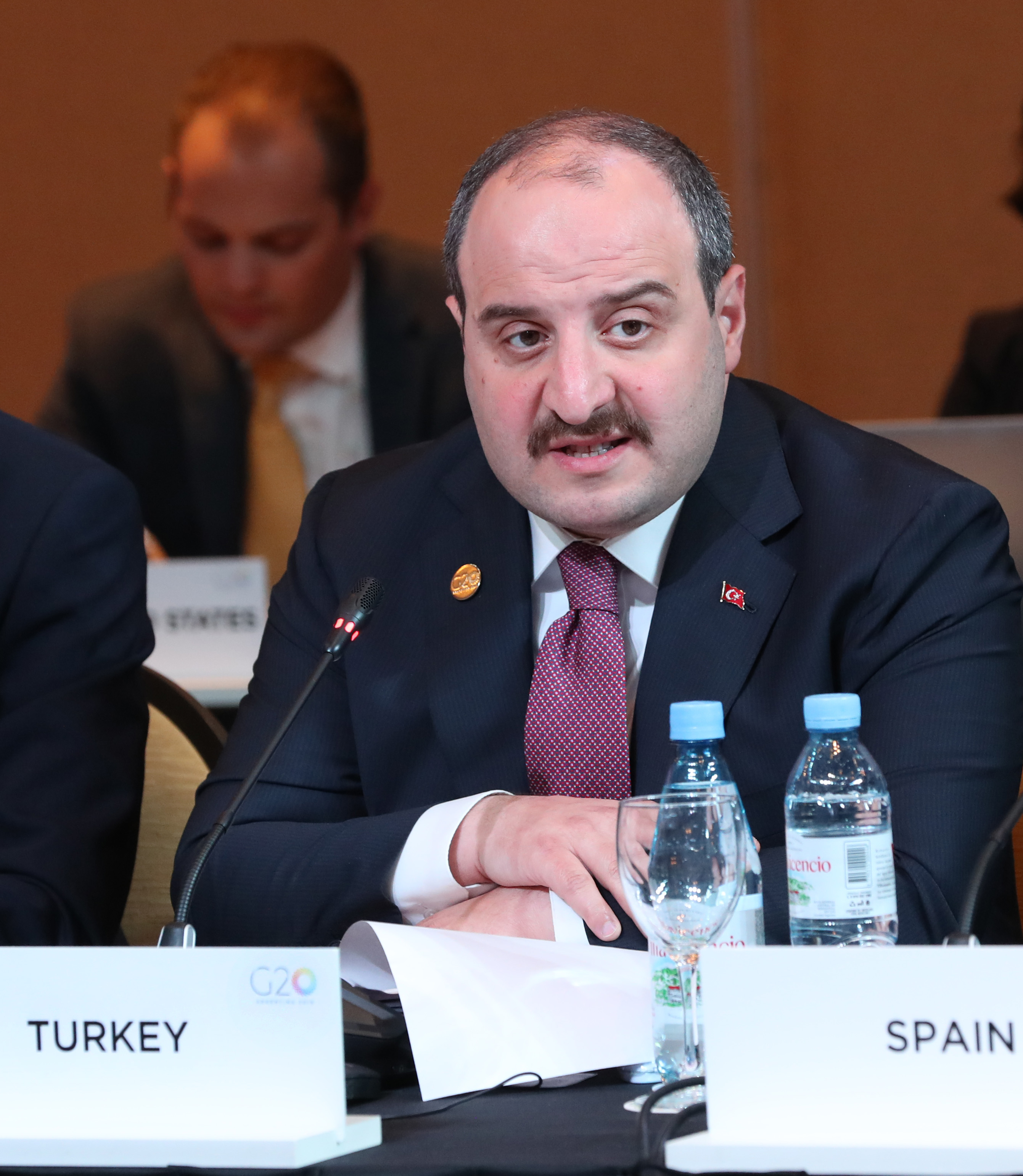
Mustafa Varank

Mustafa Varank (* 1976 in Of, Trabzon) ist ein türkischer parteiloser Politiker und Minister.

## Leben
Varank studierte Politikwissenschaften und Verwaltungswirtschaft an der Technischen Universität des Nahen Ostens in Ankara und danach an der Florida State University sowie an der Florida Atlantic University. Im Kabinett Erdoğan IV ist Varank als Nachfolger von Faruk Özlü seit 9. Juli 2018 als Industrie-, Wissenschaft- und Technologieminister tätig. Er ist verheiratet und hat zwei Kinder.